# فوزي عبد العالي
فوزي عبد العالي هو كان وزير الداخلية الليبي في الحكومة الانتقالية التابعة للمجلس الوطني الانتقالي والتي شكلها عبد الرحيم الكيب. وكان قبل ذلك عضواً بالهيئة التشريعية للمجلس عن مصراتة.